# Lesley Woods
Lesley Woods (Berwick, 22 agosto 1910 – Los Angeles, 2 agosto 2003) è stata un'attrice statunitense.

## Biografia e vita privata
Lesley Woods si sposò con Richard McMurray. Dopo aver preso parte a numerose soap opere e serie televisive interpreta Helen Logan nella soap opera Beautiful dal 1987 al 2001. Morì a Los Angeles nel 2003.

## Filmografia

### Cinema
- L'ultima frontiera (The Last of the Cowboys), regia di John Leone (1977)
- Betty Love (Nurse Betty), regia di Neil LaBute (2000)

### Televisione
- Una fiamma nel vento (1964-1966)
- Bonanza - serie TV, episodio 10x09 (1968)
- Return to Peyton Place - soap opera (1972-1973)
- General Hospital - soap opera, 2 puntate (1977)
- Il tempo della nostra vita (Days of Our Lives) - soap opera, 3 puntate (1978)
- Dallas - soap opera, 1 puntata (1980)
- Falcon Crest - soap opera, 15 puntate (1983-1987)
- Beautiful - soap opera, 39 puntate (1987-2001)
- Streghe (Charmed) - serie TV, 1 episodio (1999)